# Rukidi IV
Rukirabasaija Oyo Nyimba Kabamba Iguru Rukidi IV (più semplicemente Rukidi IV o Re Oyo; 16 aprile 1992) è l'attuale omukama (sovrano) del Regno di Toro, in Uganda.
È figlio di re Olimi III e della sua consorte Kemigisa Kaboyo. Asceso al trono ad appena tre anni (sia pure in regime di reggenza), è stato incoronato il 17 aprile 2010, dopo il compimento dei 18 anni. È il più giovane regnante al mondo.